# Konstantin Ustinovič Černenko
Konstantin Ustinovič Černenko (in russo Константи́н Усти́нович Черне́нко?; Bol'šaja Tes', 24 settembre 1911 – Mosca, 10 marzo 1985) è stato un politico sovietico.
Iscritto già da giovanissimo al Komsomol e, in un secondo tempo (1931), al Partito Comunista dell'Unione Sovietica (PCUS); stretto collaboratore di Leonid Brežnev, fu segretario del Comitato centrale e responsabile dell'ideologia del PCUS, di cui divenne segretario generale nel febbraio 1984, alla morte del suo predecessore Jurij Vladimirovič Andropov. Esponente dell'ala conservatrice del partito, sotto il suo governo si ebbe una ripresa della tensione diplomatica con gli Stati Uniti.

## Biografia

### Primi tempi
Černenko nacque nel villaggio di Bol'šaja Tes' (ora nel distretto di Novosëlovskij, nell'attuale territorio di Krasnojarsk) da una povera famiglia: il padre, di etnia ucraina, era un minatore in una miniera d'oro, la madre, di etnia russa, era invece contadina. Černenko aderì al Komsomol nel 1926 ed al Partito Comunista dell'Unione Sovietica nel 1931; dal 1930 al 1933 militò nelle guardie di frontiera sovietiche al confine sovietico-cinese e successivamente si specializzò in attività di propaganda per il Partito Comunista; nel 1945 ottenne un diploma da una scuola di specializzazione del partito a Mosca e nel 1953 concluse un corso per corrispondenza per diventare docente.
Il vero punto di svolta nella carriera di Černenko avvenne nel 1948, quando diventò capo del dipartimento per la propaganda della Repubblica Socialista Sovietica Moldava: qui incontrò Leonid Brežnev, segretario generale della Moldavia dal 1950 al 1952 e futuro capo dell'URSS, entrando in confidenza con lui. Černenko seguì Brežnev nel 1956 a Mosca per ricoprire nel Comitato Centrale del PCUS un ruolo simile a quello ottenuto in Moldavia; nel 1960 quando Brežnev fu nominato capo del Presidium del Soviet supremo (capo di Stato dell'Unione Sovietica), Černenko diventò il capo dei suoi collaboratori.

### Leader dell'Unione Sovietica
Quando Andropov morì, nel febbraio 1984, dopo soli due anni al potere, Černenko fu eletto per rimpiazzarlo, nonostante fosse già malato. Černenko rappresentò il ritorno alla linea politica adottata nella fase finale dell'era Brežnev: sostenne il ruolo delle unioni dei lavoratori e riformò l'educazione e la propaganda; nello stesso anno boicottò (e invitò i Paesi del blocco comunista a fare altrettanto) le Olimpiadi 1984, svoltesi negli Stati Uniti, a Los Angeles.
In politica estera negoziò un patto commerciale con la Repubblica Popolare Cinese. Inizialmente Černenko rifiutò le proposte americane di disarmo, ma nel 1985, per prevenire una possibile escalation della guerra fredda, avviò una trattativa con gli Stati Uniti.

### Morte ed eredità politica
Dalla fine del 1984 Černenko si dovette recare molto spesso in ospedale, cosicché il Politburo si vide costretto a predisporre un fac-simile della firma da apporre a tutte le lettere, com'era stato fatto anche per Andropov quando questi stava morendo. Grišin portò Černenko dal letto d'ospedale, quand'era ormai prossimo alla morte, a votare per le elezioni del 1985. Morì il 10 marzo 1985 per le conseguenze di un enfisema, all'età di 73 anni. Černenko fu sepolto nella necropoli delle mura del Cremlino.
L'impatto della morte di Černenko, o per meglio dire, la mancanza di tale impatto è evidenziato dal fatto che essa fu segnalata alla stampa sovietica con un relativo ritardo. Infatti i giornali sovietici uscirono nei negozi con la morte di Černenko e l'elezione di Gorbačëv lo stesso giorno. Le edizioni furono così composte:
- Pagina 1: resoconto della seduta dell'11 marzo in cui fu eletto Gorbačëv, la sua biografia e una sua grande foto
- Pagina 2: annuncio delle dimissioni di Černenko e necrologio.

Il funerale fu la prima occasione d'incontro a Mosca dei massimi dirigenti occidentali dopo la ripresa della guerra fredda nell'epoca di Reagan e Brežnev; vi presero parte il vicepresidente USA George H. W. Bush e il primo ministro inglese Margaret Thatcher, che incontrò in questa occasione per la seconda volta Michail Gorbačëv.
Dalla morte di Černenko fino al 1988, la città di Šarypovo, capoluogo della sua regione natale, assunse in suo onore il nome di Černenko.

### Vita privata
Ebbe un figlio dalla sua prima moglie (da cui divorziò), il quale diventò propagandista a Tomsk; dalla seconda moglie, Anna Dmitr'evna Ljubimova, ebbe Elena (che lavorò all'istituto di storia del Partito), Vera (che lavorò all'ambasciata sovietica di Washington) e Vladimir, un editorialista del Goskino.
Era proprietario d'una gosdača chiamata Sosnovka-1, con un territorio di 11,5 ettari sulla Moscova e una spiaggia privata; il precedente proprietario della casa era stato Suslov.